# Lampromyia funebris
Lampromyia funebris är en tvåvingeart som beskrevs av Dufour 1850. Lampromyia funebris ingår i släktet Lampromyia och familjen Vermileonidae. Inga underarter finns listade i Catalogue of Life.